# Keystone (Washington)
Keystone es un área no incorporada ubicada en el condado de Island en el estado estadounidense de Washington.

## Geografía
Keystone se encuentra ubicado en las coordenadas 48°9′50″N 122°37′50″O / 48.16389, -122.63056.